# Файзиев, Ахмад
Ахмад Файзиев (узб. Ahmad Fayziyev; 10 мая 1910, Коканд — 8 января 1993, Бухара) — узбекский советский актёр театра и кино. Заслуженный артист Узбекской ССР (1950), Народный артист Узбекской ССР (1956).

## Биография
Окончил Бухарский педагогический институт в 1940 году.
С 1925 по 1930-е годы работал педагогом и художественным руководителем театральной студии детского дома Каракульского района. С 1930 года выступал на сцене Бухарского областного театра музыкальной драмы и комедии. Остро хара́ктерный актёр, преимущественно комедийный. По манере игры близок актёрам традиционного народного театра кызыкчи.

## Избранные театральные роли
- Кази и Аглям («Проделки Майсары» Хамзы),
- Бублик («Платон Кречет» А. Е. Корнейчука),
- Ибрагим («Гюльсара» Яшена и М. Мухаммедова),
- Султанбек («Аршин мал алан» У. Гаджибекова),
- Полоний («Гамлет» Шекспира),
- Гоалдак («Не опирайтесь на воду» С. Ходжаниязова),
- Мумин («Золотая стена» Е. Вохидова),
- Подколёсин («Женитьба» Гоголя),
- Маджитдин («Алишер Навои» Уйгуна и Султанова),
- Мавлон («Шёлковое сюзане» Каххара) и др.

## Избранная фильмография
- 1976 — Путешествие достойных — придворный хана
- 1986 — Новые сказки Шахерезады — судья
- 1987 — Последняя ночь Шахерезады